# The Girl Who Waited
"The Girl Who Waited"  (intitulado "A Garota que Esperou" no Brasil) é o décimo episódio da sexta temporada da série de ficção científica britânica Doctor Who, transmitido originalmente através da BBC One em 10 de setembro de 2011. Foi escrito por Tom MacRae e dirigido por Nick Hurran.
No episódio, o alienígena viajante do tempo conhecido como o Doutor (Matt Smith) leva seus acompanhantes, o casal Amy Pond (Karen Gillan) e Rory Williams (Arthur Darvill), para o planeta Apalapucia para um dia de folga, mas eles descobrem que o lugar está em quarentena, pois os nativos de dois corações são suscetíveis a uma praga mortal. Amy acidentalmente se separa do Doutor e Rory, mas, quando eles tentam resgatá-la, chegam 36 anos depois em sua linha do tempo. A Amy mais velha não confia no Doutor, que é forçado a permanecer na TARDIS, pois ele também tem dois corações, e não permitirá que ele e Rory saiam e a resgatem no ponto correto em sua linha do tempo.
Gillan interpretou a versão mais velha de si mesma e próteses foram aplicadas para fazê-la parecer mais velha. O episódio foi filmado com um orçamento menor e MacRae decidiu fazer os cenários principais todos na cor branca. Foi assistido por 7,6 milhões de espectadores no Reino Unido e recebeu críticas positivas, além de ser indicado ao Prêmio Hugo de 2012 de Melhor Apresentação Dramática (Forma Curta).

## Enredo

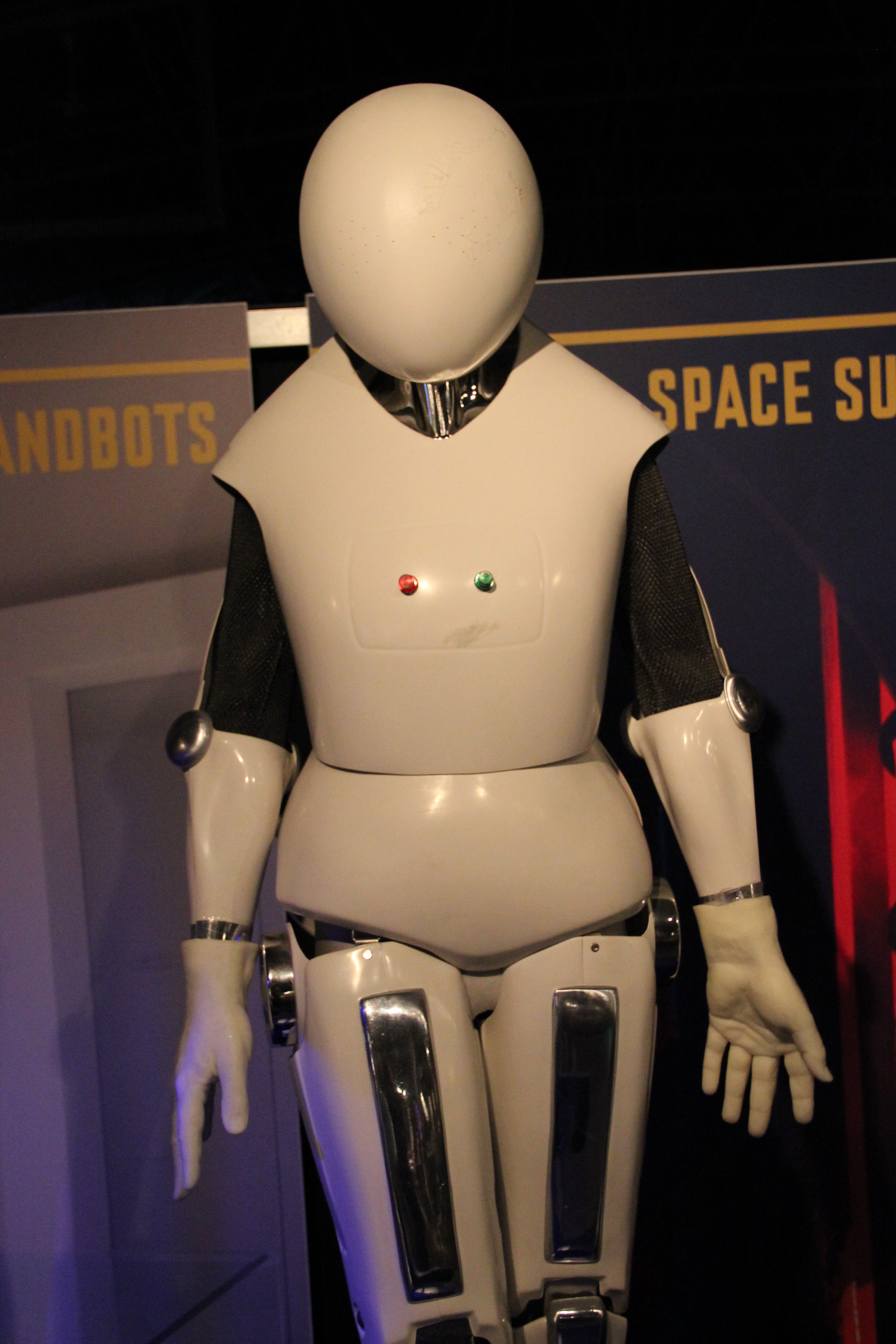
Os Robôs com Mãos, em exibição na Doctor Who Experience

O Doutor leva Amy e Rory de férias ao planeta Apalapucia, sem saber que o lugar está sofrendo de uma praga fatal chamada "Chen 7" que afeta seres com dois corações, incluindo ele próprio, e pode matá-los em um dia. A população criou "instalações de gentileza", onde os infectados pela peste são colocados num dos milhares de fluxos temporais acelerados, permitindo-lhes viver as suas vidas enquanto comunicam-se com os seus entes queridos através de uma grande lente de vidro na sala de espera. Ao chegarem, Amy é separada do Doutor e de Rory e fica presa em um desses fluxo acelerados. Quando os dois descobrem a localização dela, são abordados por um dos "Robôs com Mãos" da instalação, que explicam sobre a praga e, não reconhecendo o Doutor ou Rory como alienígenas, tenta administrar um remédio que é fatal para eles. O Doutor usa as lentes para avisar Amy sobre isso e diz a ela para esperar por ele nas instalações, prometendo resgatá-la. Ele retorna com Rory para a TARDIS com a lente, usando-a como GPS para localizar a linha do tempo onde Amy está e que ele conecta a óculos que transmitem a imagem do que está sendo visto. Enquanto isso, Amy descobre que pode mascarar sua presença dos Robôs com Mãos usando emissões dos motores temporais que operam as linhas de tempo aceleradas.
O Doutor, incapaz de deixar a TARDIS devido à praga, dá a Rory a lente, sua chave de fenda sônica e o par de óculos para ver e se comunicar com ele. Rory explora o complexo e encontra uma Amy mais velha e amarga, que está esperando para ser resgatada há 36 anos enquanto se esconde dos Robôs com Mãos. O Doutor percebe que eles erroneamente se agarraram ao fluxo temporal errado e pede à Amy mais velha que ajude a encontrar sua eu mais jovem. Ela se recusa, sabendo que se a Amy mais jovem for resgatada, ela deixará de existir. O Doutor avisa Rory que, ao levar a Amy mais velha a bordo da TARDIS, eles perderão qualquer chance de resgatar a mais jovem. Esta convence sua versão mais velha a mudar de ideia, pedindo que ela considere Rory. A Amy mais velha concorda em ajudar, se o Doutor a levar também.
O Doutor temporariamente traz as duas Amys para o mesmo fluxo temporal e Rory leva a mais jovem para a TARDIS. Uma vez lá dentro, o Doutor fecha a porta antes que a mais velha possa entrar e admite que é impossível que ambas existam no mesmo fluxo temporal. Rory e a Amy mais velha se despedem antes que esta diga a ele para seguir em frente sem ela e se renda aos Robôs com Mãos.

### Continuidade
O título do episódio é uma referência a Amy ter esperado 12 anos (e depois mais dois anos) para que o Doutor retornasse a ela em "The Eleventh Hour". Ao descrever a Instalação dos Dois Fluxos, a interface diz que eles têm uma réplica do parque de diversões da Disneylândia no planeta Clom. O local foi mencionado pela primeira vez em "Love & Monsters" como o planeta natal dos Abzorbaloff e o gêmeo do planeta Raxacoricofallapatorius.

## Produção

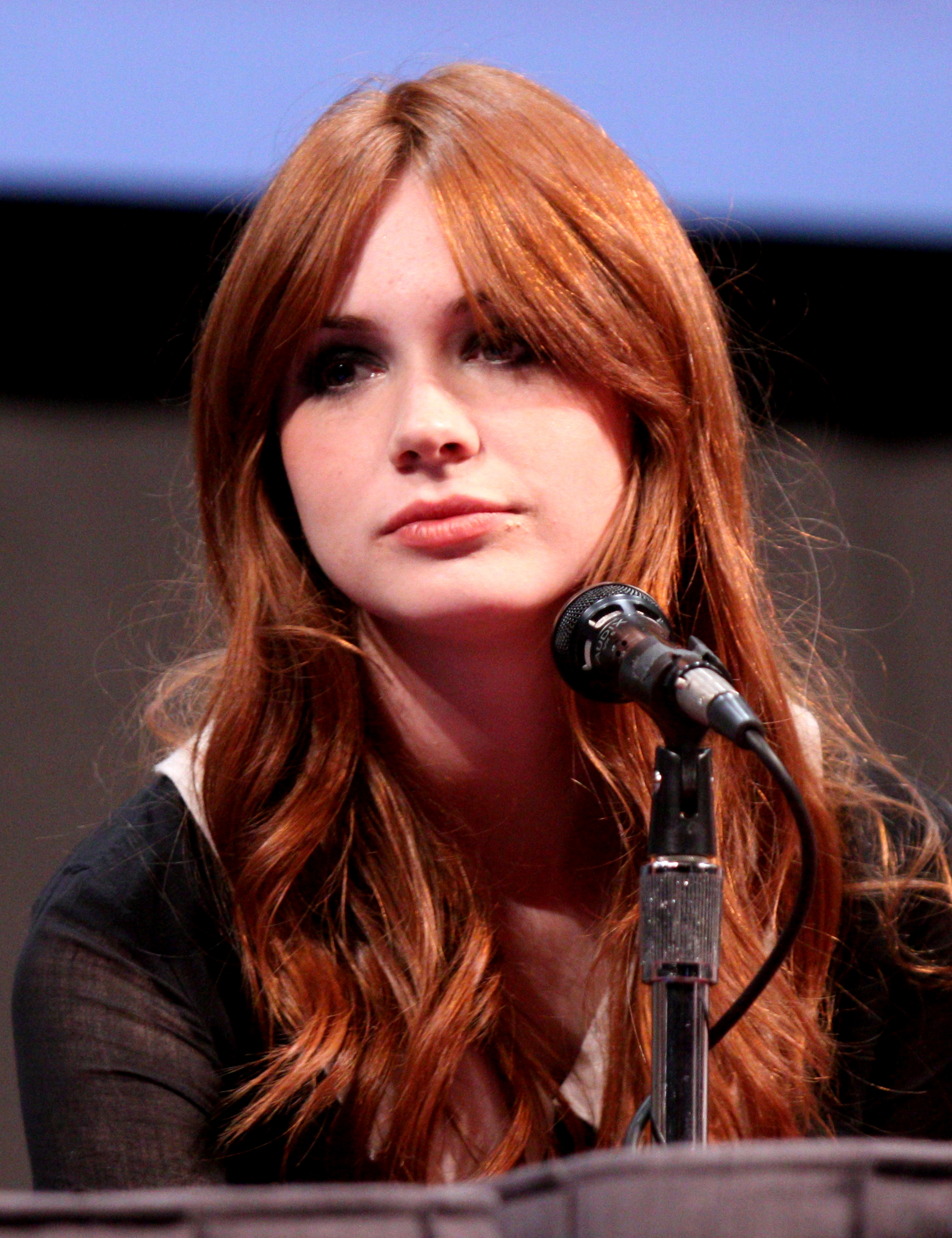
Karen Gillan se ofereceu para interpretar a versão mais velha de sua personagem Amy Pond.

Tom MacRae, o roteirista do episódio, havia escrito anteriormente a história de duas partes "Rise of the Cybermen"/"The Age of Steel" para a segunda temporada, que apresentou o retorno dos Cybermen. Como trazer de volta os vilões tinha oportunidades limitadas de enredo e o colocava em "segundo plano" como roteirista, ele ficou satisfeito por ter a oportunidade de fazer o que quisesse. MacRae estava orgulhoso do roteiro finalizado, chamando-o de "o melhor argumento que já desenvolvi". O título original era "The Visitors' Room", que mais tarde mudou para "Visiting Hour" e depois "Kindness". O episódio, ao contrário de alguns relatos, nunca foi intitulado "The Green Anchor". "The Girl Who Waited", ou "A Garota que Esperou" foi o apelido usado para identificar Amy depois que ela passou 12 anos esperando o retorno do Doutor em "The Eleventh Hour". A produtora executiva Beth Willis insistiu que o discurso da personagem sobre como Rory era o homem mais bonito que ela já conheceu fosse incluído na versão final.
"The Girl Who Waited" foi pensado como um episódio que não exigia muito envolvimento do Doutor nas filmagens - estes ficaram conhecidos como episódios "Doctor Lite". O estilo foi estabelecido com "Love & Monsters" por causa do cronograma de produção e tornou-se uma tradição que continuou com episódios como "Blink" e "Turn Left". MacRae gostou de explorar os personagens de Amy e Rory e seu passado, já que o Doutor foi "sempre até certo ponto mítico", o que limitou o que poderia ser explorado com seu personagem. Em um rascunho do roteiro, a cena perto do final em que Rory e as duas Amys correm para a TARDIS não incluía Rory pessoalmente; ele estava assistindo a cena pelas lentes. Também incluiu uma sequência que mostrava a mão de um Robô com Mãos sendo cortada e continuando a andar sozinha. Sendo um episódio de baixo orçamento, MacRae escreveu para que os cenários fossem inteiramente brancos e os descreveu como "grandes caixas brancas". Ele ficou satisfeito com o resultado, acreditando que o todo branco acrescentou um "sentido visual realmente interessante".
A ideia original era fazer com que uma atriz mais velha interpretasse a Amy mais velha, mas Karen Gillan se ofereceu para interpretá-la com a ajuda de próteses. Também foi decidido que ter a atriz interpretando as duas personagens seria mais verossímil. Gillan desenvolveu uma linguagem corporal, alcance vocal e atitude diferentes para a Amy mais velha, cujo caráter mudou depois de ser deixada para trás e em perigo. Para conseguir isso, ela estudou com uma fonoaudióloga e uma treinadora de movimento. Gillan também usava acolchoamento que afetava seus movimentos, e afirmou que passava "horas se maquiando".

## Transmissão e recepção
"The Girl Who Waited" foi transmitido pela primeira vez no Reino Unido na BBC One em 10 de setembro de 2011. e na mesma data na BBC America. Os números preliminares da audiência durante a noite foram de seis milhões de telespectadores, o que representou uma melhoria de meio milhão a mais do que o episódio anterior. Também alcançou o primeiro lugar no BBC iPlayer, conforme relatado no dia seguinte à sua exibição. Mais tarde, o episódio foi o mais visto do iPlayer em setembro. Quando a audiência final consolidada foi calculada, foi relatado que foi assistido por um total de 7,6 milhões de telespectadores, um aumento de 530 000 pessoas do episódio anterior. Recebeu um Índice de Apreciação do público de 85, colocando-o na categoria "excelente".

### Recepção critica
O episódio foi aclamado pela crítica. Dan Martin, do The Guardian, disse que continha "o momento mais emocionante da temporada até agora" e a "premissa psicodélica [deu] aos personagens a chance de brilhar". Ele elogiou a diferença no desempenho de Karen Gillan como a antiga Amy e sua melhora na atuação desde a temporada anterior. Martin mais tarde chamou-o de "episódio quase perfeito", classificando-o como o melhor da sexta temporada, embora o final não tenha sido incluído na lista. Gavin Fuller do The Daily Telegraph deu ao episódio quatro de cinco estrelas, elogiando a capacidade de MacRae de superar problemas orçamentários e entregar "um drama bastante poderoso e comovente, com um final que, embora inevitável,ainda teve grande tristeza". Ele achava que a "habilidade técnica" da velha Amy "parecia bastante improvável" (conseguir forjar sua própria chave de fenda sônica enquanto esperava pelo Doutor), mas "a qualidade do desempenho de Gillan superava todas essas pequenas falhas".
Em um revisão para o The Independent, Neela Debnath disse que "os críticos da constante manipulação do tempo não vão gostar deste episódio", mas "é grande em termos de paradoxos temporais e dos hipotéticos dilemas morais provocados por tais paradoxos". Ela elogiou o desenvolvimento do personagem de Rory e a dinâmica entre o trio que não havia sido vista nos antigos personagens da série, além de "alguns grandes momentos cômicos". Ela também descreveu as decorações do jardim e do centro como "um sumptuoso deleite para os olhos". Matt Risley da IGN avaliou o episódio com uma nota 8,5 de 10, elogiando MacRae por se afastar de uma complicada história de viagem no tempo e, em vez disso, fornecer "um reexame simples, mas refrescante, de Amy Pond". Ele também elogiou o desempenho climático de Karen Gillan e a direção de Nick Hurran. No entanto, criticou "as regras duvidosas da viagem no tempo" e a "conversa" que desacelerou o ritmo. O crítico da SFX Magazine Nick Setchfield premiou "The Girl Who Waited" com cinco de cinco estrelas, elogiando Hurran, bem como o desempenho dos três protagonistas. Patrick Mulkern da Radio Times elogiou os diálogos de MacRae porque "funciona tão bem e é entregue com perfeição por Karen Gillan e Arthur Darvill". Ele também comentou sobre o trabalho de maquiagem de Gillan para a Amy mais velha, que "é brilhante em sua sutileza", mas gostaria que o cabelo dela fosse "cortado ou [estivesse] grisalho".
Christopher Bahn, do The A.V. Club, foi menos positivo em relação ao episódio, classificando-o com um "B−". Ele elogiou a primeira cena em que Amy foi abandonada pelo "diálogo sibilante", mas se viu "aproveitando a inteligência da explicação sem realmente acreditar". Ele expressou confusão sobre como a mudança de tempo funcionava e achou que o problema era pequeno demais para carregar o peso de todo o episódio e que o abandono de Amy e o amor deixado por Rory "não estavam funcionando". Ele achou que as duas Amys dos minisódios "Space" e "Time" eram mais divertidas de assistir e o episódio não acrescentou nada de novo sobre a personagem e Rory. No entanto, ele elogiou a forma como foi retratada a decisão que o Doutor teve que tomar.
O episódio foi indicado ao Prêmio Hugo de 2012 de Melhor Apresentação Dramática (Forma Curta), embora tenha perdido para "The Doctor's Wife" de Neil Gaiman.